# Sanremo-Festival 1998
Die 48. Ausgabe des Festival della Canzone Italiana di Sanremo fand 1998 vom 24. bis zum 28. Februar im Teatro Ariston in Sanremo statt und wurde von Raimondo Vianello mit Eva Herzigová und Veronica Pivetti moderiert.

## Ablauf

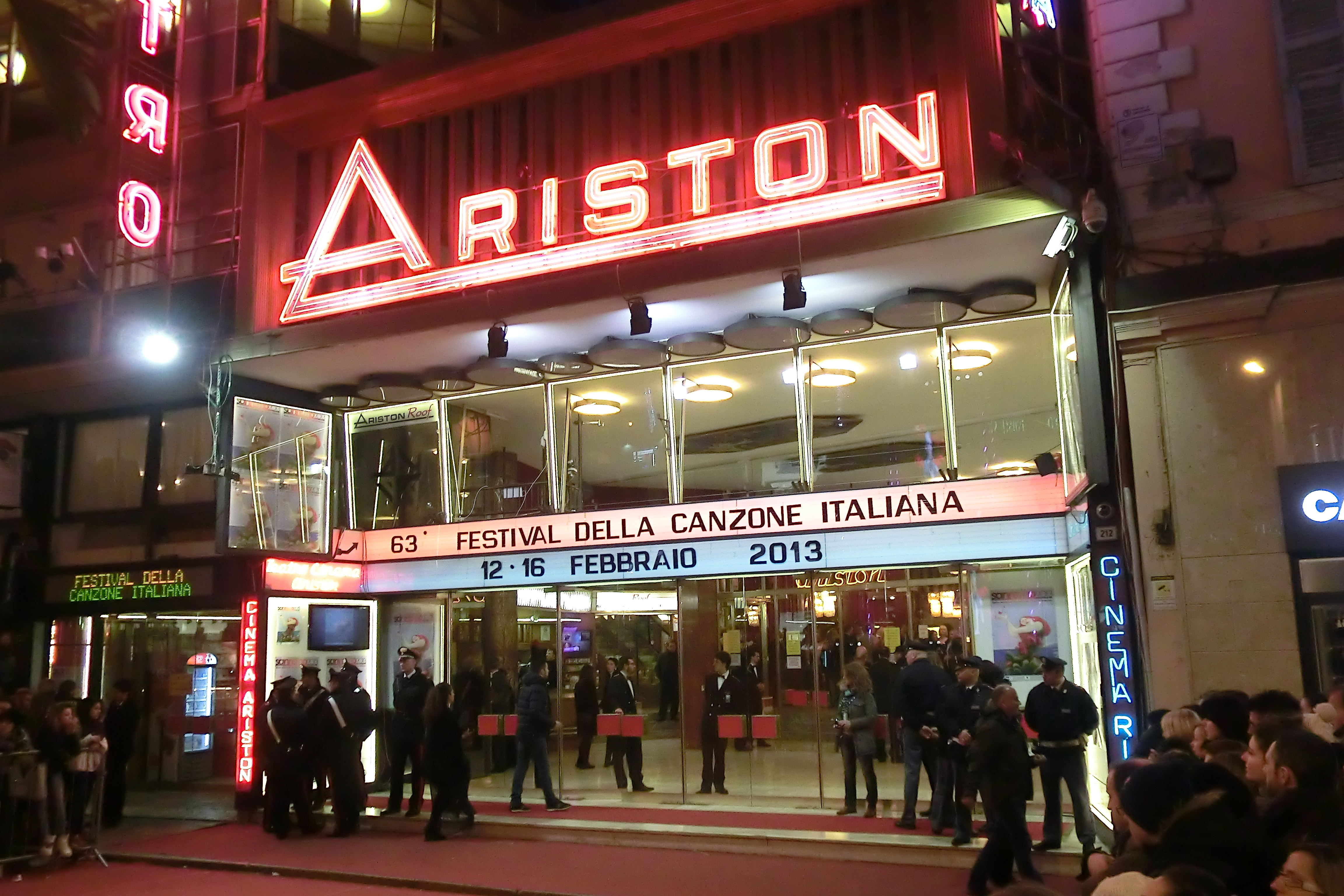
Das Ariston-Theater, Veranstaltungsort des Sanremo-Festivals

Das Festival 1998 wurde erneut von Mario Maffucci für die Rai organisiert. Als Moderator wurde Raimondo Vianello verpflichtet, dem Eva Herzigová und Veronica Pivetti zur Seite standen. Die neuen Regeln sahen je 14 Teilnehmer in der Haupt- und in der Newcomer-Kategorie vor. Die drei Bestplatzierten der Newcomer aus dem „kleinen Finale“ am Freitagabend wurden automatisch für das Finale in der Hauptkategorie zugelassen; Ausscheidungen gab es ansonsten keine.
Durch die geänderten Regeln kam der Newcomer-Kategorie in diesem Jahr eine größere Aufmerksamkeit als sonst zu; besonders Annalisa Minetti konnte mit Senza te o con te beeindrucken. Die Beiträge der Hauptkategorie taten sich bei Publikum und Kritik hingegen eher schwer, lediglich Amore lontanissimo von Antonella Ruggiero und Dormi e sogna von Piccola Orchestra Avion Travel stachen hervor. Die Gästeliste umfasste große Namen wie Madonna, Robbie Robertson, All Saints, Michael Bolton, Backstreet Boys, Ricky Martin, Céline Dion, Robert Plant, Jimmy Page, Bryan Adams oder Aqua.
Das kleine Finale endete ohne Überraschungen mit dem Sieg von Annalisa Minetti, die somit zusammen mit Lisa (Sempre) und Luca Sepe (Un po’ di te) für das Finale zugelassen war. Der Kritikerpreis ging hingegen an Eramo & Passavanti mit Senza confini. Im Finale drohte Antonella Ruggiero wegen einer Rachenentzündung auszufallen, sie brachte ihren Auftritt aber dennoch über die Bühne. Sie erhielt schließlich auch die meisten Stimmen in ihrer Kategorie, doch Minetti konnte sich letzten Endes durchsetzen und somit auch in der Hauptkategorie gewinnen. Piccola Orchestra Avion Travel erhielt den Kritikerpreis.

## Teilnehmende Beiträge

### Campioni
- Sieger

| Platzierung | Interpret                         | Lied                             | Autoren                                                                                               |
| ----------- | --------------------------------- | -------------------------------- | --- |
| 1           | Annalisa Minetti A                | Senza te o con te                | Massimo Luca, Paola Palma                                                                             |
| 2           | Antonella Ruggiero                | Amore lontanissimo               | Antonella Ruggiero, Roberto Colombo                                                                   |
| 3           | Lisa A                            | Sempre                           | Guido Morra, Maurizio Fabrizio                                                                        |
| (4)         | Paola Turci                       | Solo come me                     | Roberto Casini, Paola Turci                                                                           |
| (5)         | Silvia Salemi                     | Pathos                           | Silvia Salemi, Giampiero Artegiani                                                                    |
| (6)         | Mango und Zenîma                  | Luce                             | Alberto Salerno, Mango, Armando Mango                                                                 |
| (7)         | Luca Sepe A                       | Un po’ di te                     | Luca Sepe, Michele Schembri, Fausto Leali, Enzo Malepasso                                             |
| (8)         | Niccolò Fabi                      | Lasciarsi un giorno a Roma       | Niccolò Fabi, Riccardo Sinigallia, Cecilia Dazzi, Daniele Sinigallia                                  |
| (9)         | Ron                               | Un porto nel vento               | Gabriel Zagni, Ron, Fabio Coppini                                                                     |
| (10)        | Andrea Mingardi                   | Canto per te                     | Andrea Mingardi, Maurizio Tirelli                                                                     |
| (11)        | Alex Baroni                       | Sei tu o lei (Quello che voglio) | Alex Baroni, Piero Calabrese, Massimo Calabrese, Marco D’Angelo, Marco Rinalduzzi                     |
| (12)        | Spagna                            | E che mai sarà                   | Ivana Spagna, Giorgio Spagna                                                                          |
| (13)        | Piccola Orchestra Avion Travel    | Dormi e sogna                    | Peppe Servillo, Mimì Ciaramella, Mario Tronco, Peppe D’Argenzio, Fausto Mesolella, Ferruccio Spinetti |
| (14)        | Sergio Caputo                     | Flamingo                         | Sergio Caputo                                                                                         |
| (15)        | Nuova Compagnia di Canto Popolare | Sotto il velo del cielo          | Corrado Sfogli, Carlo Faiello                                                                         |
| (16)        | Paola e Chiara                    | Per te                           | Paola Iezzi, Chiara Iezzi                                                                             |
| (17)        | Enzo Jannacci                     | Quando un musicista ride         | Enzo Jannacci                                                                                         |

### Giovani
- Sieger

| Platzierung | Interpret          | Lied                                  | Autoren                                                                                            |
| ----------- | ------------------ | ------------------------------------- | -------------------------------------------------------------------------------------------------- |
| 1           | Annalisa Minetti   | Senza te o con te                     | Massimo Luca, Paola Palma                                                                          |
| 2           | Lisa               | Sempre                                | Guido Morra, Maurizio Fabrizio                                                                     |
| 3           | Luca Sepe          | Un po’ di te                          | Fausto Leali, Enzo Malepasso, Luca Sepe, Michele Schembri                                          |
| Finalisten  | Paola Folli        | Ascoltami                             | Francesco Rapaccioli                                                                               |
| Finalisten  | Percentonetto      | Come il sole                          | Fabio Frombolini, Andrea Amati, Paolo Amati                                                        |
| Finalisten  | Costa              | Compagna segreta                      | Marco Costantini                                                                                   |
| Finalisten  | Taglia 42          | Con il naso in su                     | Saverio Grandi                                                                                     |
| Finalisten  | Alessandro Pitoni  | Dimmi dov’è la strada per il paradiso | Alessandro Pitoni, Giancarlo Capo                                                                  |
| Finalisten  | Nitti e Agnello    | I ragazzi innamorati                  | Fabrizio Nitti, Paolo Agnello                                                                      |
| Finalisten  | Luciferme          | Il soffio                             | Francesco Pisaneschi, Giacomo Guatteri                                                             |
| Finalisten  | Serena C           | Quante volte sei                      | Alex Baroni, Piero Calabrese, Massimo Calabrese, Marco Rinalduzzi, Marco D’Angelo, Stefano Conenna |
| Finalisten  | Eramo & Passavanti | Senza confini                         | Bungaro, Pino Romanelli                                                                            |
| Finalisten  | Federico Stragà    | Siamo noi                             | Daniele Fossati                                                                                    |
| Finalisten  | Liliana Tamberi    | Un graffio in più                     | Giancarlo Bigazzi, Marco Falagiani, Liliana Tamberi                                                |

## Erfolge
Die Festivalbeiträge 1998 blieben im Anschluss relativ erfolglos. Lediglich das sechstplatzierte Luce von Mango und Zenîma konnte die Top 10 der italienischen Singlecharts erreichen.
Annalisa Minetti wollte Italien auch beim Eurovision Song Contest 1998 vertreten, doch die Rai lehnte eine weitere Teilnahme am europäischen Wettbewerb ab, da er sich als wenig geeignet für das italienische Publikum erwiesen habe. Stattdessen wurde Minetti 1999 zum chilenischen Festival von Viña del Mar geschickt.

| Jahr | Titel Interpret       | Höchstplatzierung, Gesamtwochen, AuszeichnungChartsChartplatzierungen (Jahr, Titel, Interpret, Platzierungen, Wochen, Auszeichnungen, Anmerkungen) | Anmerkungen |
| Jahr | Titel Interpret       | IT | Anmerkungen |
| ---- | --------------------- | --- | ----------- |
| 1998 | Luce Mango und Zenîma | IT10 (1 Wo.)IT | Platz 6     |

## Belege
1. ↑  Eddy Anselmi: Il Festival di Sanremo: 70 anni di storie, canzoni, cantanti e serate. DeAgostini, Mailand, ISBN 978-88-511-7661-7, S. 390.
2. ↑  Eddy Anselmi: Il Festival di Sanremo: 70 anni di storie, canzoni, cantanti e serate. DeAgostini, Mailand, ISBN 978-88-511-7661-7, S. 393.
3. ↑  Guido Racca & Chartitalia: Top 100 FIMI Singoli. Lulu, 2013.